# Shónagh Ní Raghallaigh

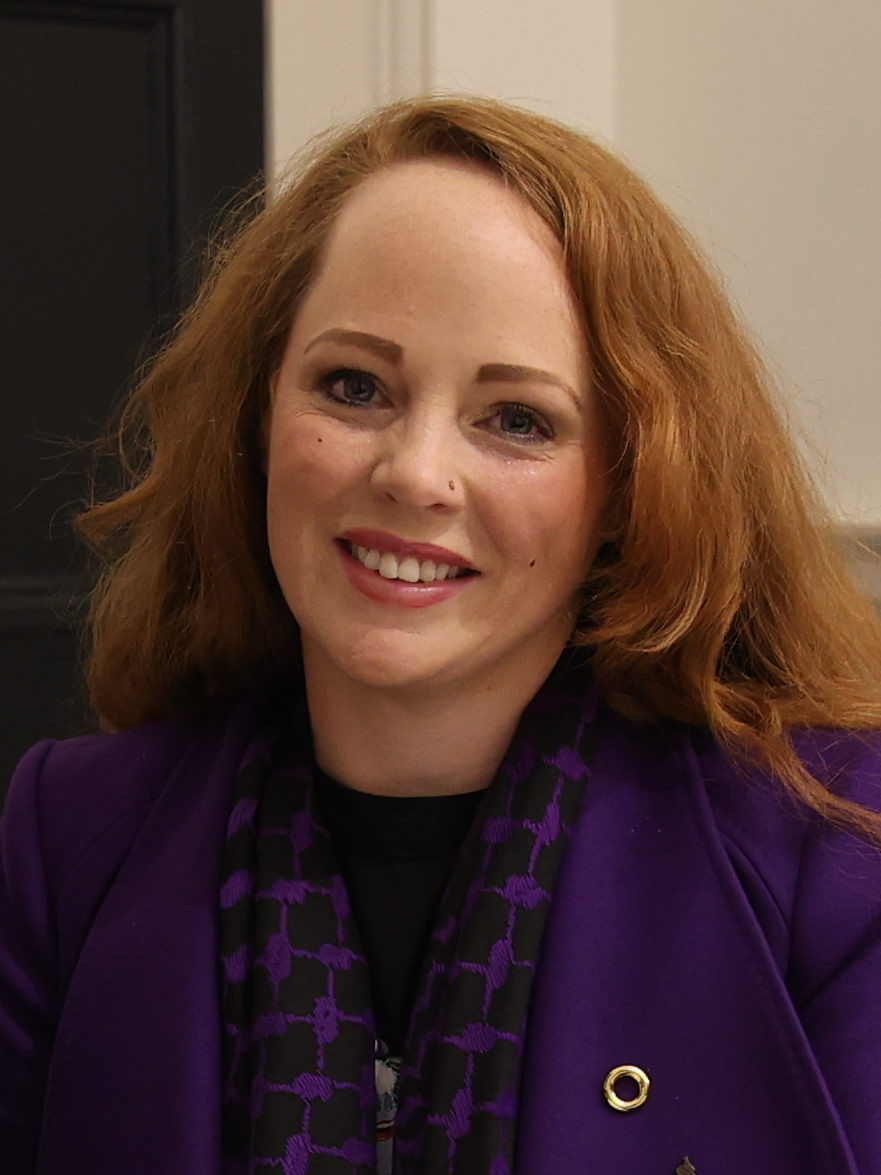
Shónagh Ní Raghallaigh (2024)

Shónagh Ní Raghallaigh (* 1982 oder 1983) ist eine irische Politikerin, die seit 2024 Abgeordnete im Dáil Éireann für die Sinn Féin ist.

## Leben
Shónagh Ní Raghallaigh arbeitete zunächst als Grundschullehrerin. Sie wurde im Juni 2024 in den Kildare County Council gewählt. Bei den Wahlen zum Dáil Éireann 2024 versuchte sie, im Wahlkreis Kildare South gewählt zu werden. Dies gelang ihr auch.
Politisch setzt sie sich für eine Verbreitung der Irischen Sprache ein, die sie fließend spricht.

## Privates
Shónagh Ní Raghallaigh hat vier Kinder. Sie leidet an ADHS.